# Paradella aquàtica
La paradella aquàtica (Rumex aquaticus) és una espècie del gènere Rumex.

## Descripció
Planta herbàcia perenne, que pot créixer fins a una altura de 0,8 a 2 metres.
Les fulles són sentades i les tiges són gairebé tan llargues com les fulles. La base d'aquestes és de fins a 45 centímetres de llarg i 25 centímetres d'amplada, són allargades i de forma oval-triangulars, presenten una coloració verd fosc. La base és profundament cordiforme i arrodonida basalment. En la meitat superior de la fulla el marge gairebé és sencer i la punta sovint és aguda o lanceoladavora, encara que pot presentar una fina ondulació. El lateral de les beines és de color marró amb serrells.
De juliol a agost les plantes estan plenes de moltes inflorescències molt denses(panícules). Aquestes són els principals eixos, i sovint representen la meitat de la longitud de la tija (és a dir, fins a un metre d'altura). Les flors són hermafrodites i la majoria s'organitzen superposant-se per a formar la panícula.
La peces de l'aqueni són de 5 a 9 mil·límetres de llarg i de 4 a 7 mil·límetres d'amplada. Són triangulars i ovado-arrodonides. L'escorça pot ser de color verd fins a marró. El fruit està enganxat a la tija, aquesta just per sota del fruit és una mica més gruixuda. Els fruits secs són de 3,4 a 3,8 mil·límetres de llarg i de color marró clar.

## Hàbitat
Aquesta espècie a Àsia i Europa Oriental és a casa. La frontera occidental de la seua àrea principal passa per l'Oest de la regió del riu Rin, al Nord i l'Est de l'Alta Selva negra. La frontera al Sud d'Europa són els Alps i en la península balcànica. El límit Nord d'Europa es troba en el Cap Nord. A l'Est s'estén la gamma a través de la totalitat de Sibèria fins al Pacífic, Rússia, el Kazakhstan, Kirguizstan, Mongòlia i la República comunista de la Xina. També està al Japó. A Amèrica del Nord existeix dipòsits neòfit.
L'espècie prefereix la humitat, sòls inundats periòdicament o del rang de meso a eutròfic d'aigües. Li agraden els sòls alcalins, formats per grava i argila.
el Rumex aquaticus creix sobretot a la costa o als canyaverals d'altura, a les riberes dels rius on les aigües són rases i calmades. Rares, però també les trobem en les depressions d'inundacions periòdiques.

## Usos
L'espècie té prestacions mèdiques, ajuda a combatre la causa dels dolors d'estómac i diarrea. Un extracte de l'arrel cura diverses malalties cutànies. La pols de l'arrel es pot utilitzar com un substitut de la pasta de dents.